# お姉ちゃんが来た
『お姉ちゃんが来た』（おねえちゃんがきた）は、安西理晃による日本の4コマ漫画作品。『まんがライフ』（竹書房）にて2010年12月号から2020年8月号まで連載され、2011年より『まんがライフMOMO』（同）でも11月号から休刊号である2019年1月号まで並行連載された。テレビアニメ化され2014年1月より3月まで放送された。両親の再婚により姉弟となった2人が主な登場人物である。

## あらすじ
水原朋也は13歳の男子中学生。朋也が幼稚園の頃に母親が亡くなってから水原家は長らく父子家庭であったが、父・正也が野山夕子と再婚したことで朋也に一香という高校生の義姉ができた。実は一香はストーカー癖の持ち主で、新しく出来た義弟の朋也を異常なまでに好きになってしまう。朋也は「付きまとわれる」「抱きつかれる」など“変な姉”一香の過剰な溺愛行為に常々悩まされつつも、一香の友人早坂ルリ、望月マリナ、朋也のクラスメイト花園美鶴、藤咲美奈たちと悲喜こもごもの日々を送るのであった。

## 登場人物
担当声優はテレビアニメ版のもの。
水原 朋也（みずはら ともや）
声 - 愛美
本作の主人公。13歳の男子中学生で、双子座のA型。学校の成績は良い方で、真面目な性格。
父の再婚によって義姉となった一香に、所構わず付きまとわれている。お母さん子だったということもあり、まだ新しい姉や母親を自然に「お母さん」「お姉ちゃん」と呼ぶことができないでいるが、少しずつ新しい家族に馴染んできている。一香とは幼稚園の頃（一香は8歳）に面識がある。一香はそのことを覚えている。朋也は覚えていない模様。
クラスメイトの藤咲美奈に片思い中で、最近では美奈に話しかけてくれるようになったために浮かれ気味。ただし、美奈はあくまで朋也を「友達」として位置づけているため恋愛感情はない。
一香に対してはその奇行もあって距離を置いている所があり、7巻になっても名前で読んだことがない。一方、総一郎に近寄られている所を不機嫌そうに見ているなど、無関心という訳ではない。
特技は菓子作り（特にケーキ）で、プロに引けをとらない腕前。一方で歌うことが好きな反面かなりの音痴で、その歌声はルリやマリナを気絶させるほど。
苦手なものはクモで、遭遇して取り乱すたびにその姿を一香のカメラに収められてしまっている。
水原 一香（みずはら いちか）
声 - 長妻樹里
17歳の女子高校生。口の形が△（開いている時）またはΛ（閉じている時）のどちらか。リアクションが大きく、隠し事がかなり苦手。元々弟や妹がいなくて寂しく思っていたところ、母親の再婚により弟となった朋也を一目で気に入り、かなり執着するようになる。一応ほかに恋人ができてもOKらしいので恋愛感情とはおそらく別物であるが、ノータッチとまではいかない模様。また、藤咲に対しては断固拒否の姿勢をとっている。
文系の勉強は得意であり、英語は多少の英会話も可能で朋也にすごい人と思わせられるほど。反面、理系は苦手としており、数学に至っては一桁が標準の模様。裁縫や編み物が得意で、かなりの速度でマフラーを仕上げたりコスプレ衣装や朋也のぬいぐるみ・自分のぬいぐるみを作ったりと、器用でもある。
出かける朋也を追跡したり大量の写真を撮ったりなど、ストーカーまがいの行動を繰り返している。状況次第では学校をサボることにも躊躇しない。朋也に接してない時間が長いと精神に変調をきたす。
シフォンケーキが大好物。また、ピクニックなどで鳥などを見るとその後をつけて道に迷うことがある。
藤咲 美奈（ふじさき みな）
声 - 木戸衣吹
朋也のクラスメイト。学年一の美少女で、朋也の片思いの相手。男子にちやほやされているが、内心うざいと思っている（当初は朋也も同列）。
届け物に来た一香にクラスメイトの人気を奪われたことで憤慨、一香のお気に入りである朋也にちょっかいを出して気を自分に向かせるという嫌がらせを行うようになる。なお、一香からは朋也に好意を抱いていると誤解されており、密かに「好子ちゃん」と呼ばれている。
実はかつて同級生に外見を理由に拒絶されたことがあり、外見を磨くことで人気者となった。そのため、外見を否定されることと内面を晒すことを恐れている模様。しかし、男子には心を許さず女子にはそのキャラから拒絶され、密かに孤独感を抱えている。怒りに任せて暴言を吐いても朋也が対応を変えなかったことで、本当の友達になることを目指して彼への対応を改める。美鶴に関しては一切興味を示さないことにイラつきながらも、朋也を介して知人としての付き合いをしている。
早坂孝喜のことが好きであり、彼に接する時は乙女モードになる。朋也に対しては、異性としては見ていないものの好きではあるらしい。現在、朋也の想いにも孝喜のシスコン＆M気質にも気づいた様子はない。また、孝喜からは「朋也の友人」程度にしか認識されていない。他にも友達が一切いなかったことで友達らしいイベントに参加する際は嬉しそうにしている。
早坂 ルリ（はやさか ルリ）
声 - 南央美
一香の友人。通称「ルリルリ」。笑顔のまま、表情があまり変わらない。大人しそうに見えて完全に武闘派で正義感も強い。万引き犯や喧嘩中のヤンキーを鉄拳制裁したり、弟にジャーマンスープレックスやジャイアントスイングをかけたりなど、かなりアクティブ。
一香ほどではないが割とブラコンで、あれこれ世話を焼いたり焼かれたりすることが多い。
マリナの想いに気付かない総一郎のことは会ったことがないながらも敵愾心を募らせていたが、実際に会って何度か交流していくと自分も彼に恋をするようになってしまう（マリナには悪いと思っている）。以降、総一郎を相手にすると普段の笑顔は崩れ、表情がコロコロ変わるようになった。
名前の由来は、アニメ『機動戦艦ナデシコ』の登場人物のホシノ・ルリ。アニメ版の担当声優もホシノ・ルリと同じ南である。
望月 マリナ（もちづき マリナ）
声 - 井上麻里奈
一香の友人。通称「マリナっち」。常識人。胸が大きく、一香やルリに嫉妬でひっぱたかれたりしている。ルリとは逆に乙女趣味であり、部屋にはぬいぐるみなどが大量にある。実は、ロシア人とのクォーター。
再従兄弟の総一朗のことが好きなのだが、言い出すことができずにいる。当人は非常に残念な美形だったため、朋也と一香に「趣味が悪い」と思われている。
一香らを含めてもっぱらエロい目で見られることが多く、その度に恥ずかしがっている。
花園 美鶴（はなぞの みつる）
声 - 小林ゆう
朋也の親友。派手な名前とは裏腹に、ごく普通の中学生。一香のリサーチで「ふつ男くん（仮）」とされてしまう。朋也とは以前からかなり親交があり、クリスマスには親のいない朋也を誘ってパーティを催していたらしい。
実は学力・運動・リーダーシップなど、満遍なくそれなりに高いという万能キャラ（学力は学年20位以内）。気難しい孝喜や美奈にも何だかんだで馴染んでいるあたり、コミュ力も高いといえる（だが、自分のことを美少年と呼ぶなど、キザなところで、もてキャラとはかけ離れている）。
年上好きで、姉ができた朋也に嫉妬したりしている。藤咲が自分に好意を持っていると勘違いしている模様。
早坂 孝喜（はやさか こうき）
声 - 富樫美鈴
ルリの弟。言動きつめの優等生。かなりの人気者でバレンタインには大量のチョコを貰っている（知り合い以外は返還しているが）。いささかずれているところがある他、隠れシスコンで姉に関しては若干マゾヒスト。度々殴打され命の危険すら感じる時もあるが、それでも姉とのスキンシップの範囲である模様。他者に対しても、喧嘩をしている＝仲がいいという認識の持ち主。
姉に甘やかされている朋也にはあまりいい感情を持っておらず、茶髪呼ばわりしている。姉のお願い（＝義務）で仕方なしに朋也や美鶴と友達づきあいをしているが、「悪くない」と密かに思ったりするなど多少軟化した。
水原 夕子（みずはら ゆうこ）
声 - 森沢芙美
一香の実母。正也と再婚する。常に笑顔で温和な女性なのだが、一香に妙なアドバイスを送ったりして奇行に走らせた張本人。ただし、流石に一緒に風呂に入ろうとしたときは止めた模様。
未だ敬語など壁を造っている朋也との接し方に悩んでいる。
水原 正也（みずはら まさや）
声 - 浜田賢二
朋也の実父。美容院の店長。帰りが遅いせいかあまり出番がないものの、新しい家族には問題なく馴染んでいる。
藤 総一郎（ふじ そういちろう）
声 - 髙橋孝治
マリナが恋している再従兄の青年。ロシア人とのハーフで金髪。ただし、英語は苦手で満足に喋れない。
優しい性格のイケメンなのだが、2次元に生きる重度のオタク。一香がギャルゲーに出てくるキャラ・みのり（声 - 長妻樹里）に似ていたために興味を示している（即答で拒否されたが）。マリナのことはどう思っているか不明だが、「萌えない」とのこと。
こんな有様なため、ルリに知られると全裸にして燃やされるかもしれないと懸念を抱かれていた（ルリいわく「酷いことをしたら川にぶん投げるか全裸にして燃やす」）。が、実際に会った際は、何とか大ごとにならずに済んだ。
朋也の母
声 - 小林ゆう
朋也が幼稚園児の頃に亡くなる。

## テレビアニメ
2014年1月より3月まで、TOKYO MX、KBS京都、AT-X、エンタメ〜テレにて5分枠のショートアニメとして放送された。
KBS京都では単独番組として、それ以外の局はアニメ情報番組『アニメTV』内のコーナーアニメとして放映する。放送最後には竹書房アニメ恒例の販促ミニコーナー『しばいぬ子さん情報コーナー』が挿入される。
2014年3月22日にBlu-ray、2014年4月2日にDVDが発売。Blu-rayは最終回放送前の発売となった。

### スタッフ
- 原作 - 安西理晃「お姉ちゃんが来た」/ 竹書房刊（まんがライフ、まんがライフMOMO連載）
- 監督 - 夕澄慶英
- キャラクターデザイン・総作画監督 - 小田武士
- 色彩設定 - 最相茂
- 美術監督 - 篠田邦宏
- 撮影監督 - 板倉あゆみ
- 編集 - 柳圭介
- 音響監督 - 森下広人
- 音響制作 - サウンド・ウィング
- 音楽 - 羽鳥風画
- 音楽制作 - studio CHANT
- アニメーションプロデューサー - 山田良輔
- プロデューサー - 谷村誠、小原正司、清水陽介、羽鳥風画、冨澤克博
- アニメーション制作 - C2C
- 製作 - お姉ちゃんが来た製作委員会

### 主題歌
「Piece」
作曲・編曲 - 羽鳥風画 / 作詞・歌 - 富樫美鈴 / ピアノアレンジ＆演奏 - 水月陵

### 各話リスト
| 話数                   | サブタイトル          | 脚本     | 絵コンテ       | 演出     | 作画監督   | しばいぬ子さん情報コーナー         |
| ---------------------- | --------------------- | -------- | -------------- | -------- | ---------- | ---------------------------------- |
| ドキドキ♡1             | キター!キター!        | 高橋伸介 | 夕澄慶英       | 夕澄慶英 | 小田武士   | 単行本『お姉ちゃんが来た』         |
| ドキドキ♡2             | 学校にキター!         | 高橋伸介 | 夕澄慶英       | 夕澄慶英 | 小田武士   | 単行本『動物のおしゃべり♥』        |
| ドキドキ♡3             | お姉ちゃんズがキター! | 高橋伸介 | 夕澄慶英       | 夕澄慶英 | 小田武士   | 単行本『おじょじょじょ』           |
| ドキドキ♡4             | コウ派な孝喜がキター! | 高橋伸介 | 夕澄慶英       | 夕澄慶英 | 西野文那   | 単行本『父とヒゲゴリラと私』       |
| ドキドキ♡5             | 水着、キター!         | 高橋伸介 | 夕澄慶英       | 赤松康裕 | 小田武士   | 単行本『晴れのちシンデレラ』       |
| ドキドキ♡6             | イケメン、キター!     | 高橋伸介 | 夕澄慶英       | 夕澄慶英 | 西野文那   | 単行本『姫のためなら死ねる』       |
| ドキドキ♡7             | クリスマス、キター!   | 高橋伸介 | いわもとやすお | 赤松康裕 | 河野絃一郎 | 単行本『青春甘辛煮』               |
| ドキドキ♡8             | 正月、キター!         | 高橋伸介 | いわもとやすお | 赤松康裕 | 河野絃一郎 | CD『Piece』                        |
| ドキドキ♡9             | バレンタイン、クルー! | 夕澄慶英 | 齋藤徳明       | 赤松康裕 | 西野文那   | 単行本『うちの3ねこ』              |
| ドキドキ♡10            | バレンタイン、キター! | 夕澄慶英 | 齋藤徳明       | 赤松康裕 | 河野絃一郎 | 単行本『さかな&ねこ』              |
| ドキドキ♡11            | ホワイトデー、キター! | 高橋伸介 | 齋藤徳明       | 夕澄慶英 | 小田武士   | アプリ『まんがライフGIGA』         |
| ドキドキ♡12            | 看病、キター!         | 夕澄慶英 | 夕澄慶英       | 夕澄慶英 | 小田武士   | 『お姉ちゃんが来た』ブルーレイ&DVD |
| ドキドキ♡EX （未放送） | 初めての…キター!      | 夕澄慶英 | 夕澄慶英       | 夕澄慶英 | 小田武士   | -                                  |

### 放送局
| 放送地域 | 放送局             | 放送期間                | 放送日時                     | 放送系列   | 備考                  |
| -------- | ------------------ | ----------------------- | ---------------------------- | ---------- | --------------------- |
| 東京都   | TOKYO MX           | 2014年1月9日 - 3月27日  | 木曜 3:00 - 3:30（水曜深夜） | 独立局     | 『アニメTV』内の5分枠 |
| 日本全域 | AT-X               | 2014年1月9日 - 3月27日  | 木曜 9:30 - 10:00            | CS放送     | 『アニメTV』内の5分枠 |
| 京都府   | KBS京都            | 2014年1月10日 - 3月28日 | 金曜 1:35 - 1:40（木曜深夜） | 独立局     |                       |
| 日本全域 | ニコニコチャンネル | 2014年1月10日 - 3月28日 | 金曜 1:35 更新（木曜深夜）   | ネット配信 |                       |
| 日本全域 | バンダイチャンネル | 2014年1月10日 - 3月28日 | 金曜 12:00 更新              | ネット配信 |                       |
| 日本全域 | エンタメ〜テレ     | 2014年1月12日 - 3月30日 | 日曜 8:00 - 8:30             | CS放送     | 『アニメTV』内の5分枠 |

### Webラジオ
『ラジオにまでお姉ちゃんが来た』のタイトルで2013年12月27日より2014年4月4日までHiBiKi Radio Stationで配信された。毎週金曜日配信。パーソナリティは愛美（水原朋也 役）と長妻樹里（水原一香 役）。

### CD
Piece
2014年3月1日発売。主題歌「Piece」とキャラクターソングを収録したCD。
1. Piece
  - 歌 - 富樫美鈴
  - 作詞 - 富樫美鈴 / 作曲・編曲 - 羽鳥風画

2. 朋くんLOVEが止まらないっ
  - 歌 - 一香（C.V.長妻樹里）
  - 作詞 - kirina / 作曲・編曲 - 羽鳥風画

3. 私が一番☆Lovely Angel
  - 歌 - 美奈（C.V.木戸衣吹）
  - 作詞 - 森永桐子 / 作曲・編曲 - 羽鳥風画

4. 水原朋也（13）歌います！
  - 歌 - 朋也（C.V.愛美）
  - 作詞 - 森永桐子 / 作曲・編曲 - 羽鳥風画

5. Piece -EDM MIX-
  - 歌 - 富樫美鈴
  - 作詞 - 富樫美鈴 / 作曲 - 羽鳥風画 / 編曲 - Morrigan

6. Piece -funky MIX-
  - 歌 - 富樫美鈴
  - 作詞 - 富樫美鈴 / 作曲 - 羽鳥風画 / 編曲 - HIR